# Jolanta Tarasiuk
Jolanta Tarasiuk (ur. 6 listopada 1961) – polska inżynier chemik, specjalistka w zakresie biochemii, profesor nauk biologicznych, profesor zwyczajny Uniwersytetu Szczecińskiego.

## Życiorys
Absolwentka liceum ogólnokształcącego w Nidzicy (1979). W 1984 ukończyła studia na Politechnice Gdańskiej, uzyskując tytuł magistra inżyniera. Doktoryzowała się w 1989 na uczelni macierzystej na podstawie rozprawy Badanie mechanizmów generowania wolnych rodników tlenowych przez związki przeciwnowotworowe z grupy antrachinonów, której promotorem był prof. Edward Borowski. Stopień naukowy doktora habilitowanego uzyskała w 2000 w Instytucie Chemii Bioorganicznej PAN w oparciu o pracę pt. Badania mechanizmów odpowiedzialnych za toksyczność pochodnych i analogów antrachinonu oraz za ich aktywność wobec komórek nowotworowych o oporności wielolekowej. Tytuł naukowy profesora nauk biologicznych otrzymała 8 czerwca 2006.
Zawodowo związana z Uniwersytetem Szczecińskim, na którym doszła do stanowiska profesora zwyczajnego (2008). W 2001 została kierownikiem Katedry Biochemii na Wydziale Nauk Przyrodniczych, a później Wydziale Biologii US. Pracowała także na Wydziale Chemicznym Politechniki Gdańskiej.
Opublikowała ponad 120 prac, wypromowała sześciu doktorów. Jej zainteresowania naukowe obejmują m.in. biochemię nowotworów, chemioterapię molekularną i oporność wielolekową komórek nowotworowych. Przebywała na stażach we Francji (ośmiokrotnie w latach 1983–2001, w tym w 1990 na etacie wykładowcy na Uniwersytecie Paris-Nord), brała udział w międzynarodowych projektach badawczych, była kierowniczką projektów krajowych oraz ekspertką NCN i NCBiR.
Odznaczona Srebrnym Krzyżem Zasługi (2000) i Srebrnym Medalem za Długoletnią Służbę (2008).